# Александр III (патріарх)
Патріарх Александр III Тахан (9 травня 1869, Дамаск — 17 червня 1958, Дамаск
) — єпископ Антіохійської православної церкви, Патріарх Антіохійський та всього Сходу (31 січня 1931 — 17 червня 1958).

## Біографія
Навчався в Дамаску в Патріаршій школі, де виявив неабиякі здібності та звернув на себе увагу патріаршого архідіакона Афанасія.
12 травня 1886 року пострижений у ченці. У 1894 році після закінчення Халкінської богословської школи повернувся до Сирії, шість років викладав у школах Хашської (Емеської) митрополії.
Із вересня 1897 по квітень 1900 року навчався у Київській духовній академії .
20 квітня 1900 року патріархом Мелетієм II був висвячений у сан ієрея.
У 1900 році ієродиякон Александр був викликаний в Дамаск, висвячений Патріархом в сан ієромонаха і потім направлений в Москву для управління Антіохійським подвір'ям.
У званні настоятеля подвір'я ієромонах Александр залишався протягом трьох років і за цей час встиг розвинути дуже плідну діяльність, яка була відзначена в офіційному органі Святішого синоду — журналі «Церковные ведомости» .
У 1902 році зведений у сан ігумена. Через рік митрополитом Московським Володимиром (Богоявленським) був зведений в сан архімандрита.
30 листопада 1903 року хіротонізований на єпископа Тарського та Аданського зі зведенням у сан митрополита.
21 січня 1908 року переведений на Триполійську митрополію.
У 1913 році супроводжував патріарха Антіохійського Григорія IV під час його візиту до Росії з нагоди 300-річчя дому Романових.
У грудні 1928 року помер патріарх Григорій IV. На виборах його наступника семеро архієреїв висловилися на користь митрополита Латакійського Арсенія, тоді як голосами чотирьох архієреїв та представників православних громад було обрано митрополита Триполійського Александра, інтронізація якого була здійснена в Патріаршому соборі Дамаска. Дане протистояння викликало занепокоєння Константинопольського, Александрійського та Єрусалимського патріархатів, представники яких склали потрійну погоджувальну комісію; залагодити конфлікт прагнула і Франція, під мандатом якої була тоді Сирія. Після смерті у 1931 році митрополита Арсенія, митрополит Александр був визнаний усіма як Патріарх.
У 1943 році вітав обрання патріарха Московського Сергія, зробив пожертву для воїнів Червоної армії .
У лютому 1945 був присутній на інтронізації патріарха Московського Алексія I. Згодом неодноразово приїжджав до СРСР. Згідно з опублікованими документами Ради у справах РПЦ, регулярно отримував грошову допомогу з СРСР у сумі 20 тисяч американських доларів, щорічно переведених під виглядом доходів подвір'я в Москві.
У липні 1950 року удостоєний ступеня доктора богослов'я Московської духовної академії .
31 травня 1958 благословив митрополита Північної Америки Антонія (Башир) створити парафії західного обряду в його архієпископії.
При ньому було споруджено та відреставровано безліч храмів, у тому числі патріарший кафедральний собор; облаштовувалися богоугодні заклади, школи та патріарші монастирі. Особливу увагу він приділяв підготовці освічених священнослужителів: студентів посилали вивчати богослов'я до Халкінської богословської школи, богословського факультету Афінського університету та Паризького Сергієвського інституту, публікувалася велика кількість книг.
Помер 17 червня 1958 року у Дамаску.